# 血脈 (1963年電影)
《血脈》（羅馬化：Hyeolmaek）是一部1963年發行的韓國電影，金洙容執導，獲得大鐘獎和青龍獎最佳電影獎。

## 劇情
《血脈》是一部反共電影，改編自1948年金永壽的原作，描述在一個村莊里幾代人之間的衝突。長輩希望他們的孩子遵循舊的生活方式，但孩子們希望追求更新的生活方式，從而養活父母。

## 演員
- 金勝鎬（英语：Kim Seung-ho）：金德三
- 申榮均（英语：Shin Young-kyun）：金德三之兄
- 崔戊龍（英语：Choi Moo-ryong）：金德三之弟
- 朱善泰
- 申星一（英语：Shin Seong-il）
- 崔湳鉉：福順之父
- 黃貞順：福順之母
- 金芝美（英语：Kim Ji-mee）：玉姬
- 趙美玲（英语：Jo Mi-ryeong (actress born 1929)）
- 宋美南
- 李璟姬
- 嚴鶯蘭（英语：Um Aing-ran）：福順

## 外部連結
- 韩国电影数据库（KMDb）上《血脈》的資料
- 互联网电影数据库（IMDb）上《血脈》的资料（英文）